# Конгур
Конгур (Коңур Тағ — коричнева гора, кит. 公 格尔 山, Gōnggé'ěr Shān, монг. Хонгор Таг) — гірський масив в хребті Конгурмузтаг в Китайській частині Паміру, розташований на території  Сіньцзян-Уйгурського автономного району. Вершини Конгур (7649 м), Конгуртюбе (7530 м) і Музтаг-Ата (7546 м) — найвищі піки хребта Конгурмузтаг.
Конгур розташований на північ від гори Музтаг-Ата і на північний схід від озера  Каракуль. Через свою віддаленість масив не був відкритий європейцями до 1900 р. Однак після прокладання  Каракорумського шосе, що з'єднує Пакистан і Китай, Конгур став більш доступним.
Перше сходження на Конгур здійснила британська експедиція під керівництвом Кріса Бонінгтона в 1981 р. Конгуртюбе був підкорений в 1956 році в рамках радянсько-китайської експедиції під керівництвом  Є. О. Білецького. Ці вершини відстоять одна від одної на 10 км і розділені сідлом висотою 6750 м.
Вершина гори вкрита льодом. Північний схил Конгура живить центральну і східну гілки льодовика Караяйляк. З південного схилу Конгура стікає центральна гілка льодовика Чимгі, а лавини зі східної стіни вершини живлять північну гілку цього льодовика. Караяйляк і Чимгі не тільки найдовші на Китайському Памірі (їх довжина, відповідно, 18,3 км і 21,3 км), але мають, також, найнижчі язики (2750 і 3080 м). Обидва льодовики мають протяжні порослі травою кишені берегових морен. По цих кишенях прокладено стежки, що з'єднують пасовища, тут вельми часто зустрічаються юрти пастухів.
Схили Конгура переважно оголені, в нижньому поясі по ущелинах з півночі і південного сходу від вершини мається чагарникова рослинність: гірський ялівець (Арча), карагана гриваста, обліпиха.